# Kirsten Wall
Kirsten Wall (Hamilton, 27 de noviembre de 1975) es una deportista canadiense que compitió en curling. Participó en los Juegos Olímpicos de Sochi 2014, obteniendo una medalla de oro en la prueba femenina.

## Palmarés internacional
| Juegos Olímpicos | Juegos Olímpicos | Juegos Olímpicos | Juegos Olímpicos |
| Año              | Lugar            | Medalla          | Prueba           |
| ---------------- | ---------------- | ---------------- | ---------------- |
| 2014             | Sochi (Rusia)    | Medalla de oro   | Equipo           |